# Peugeot Type 190
Peugeot 190 — субкомпактный автомобиль, выпускавшийся Peugeot с 1928 по 1931 год.

## История
Презентация Peugeot 190 состоялась на 21-м Парижском автосалоне 1927 года, а в следующем году он поступил в продажу. Несмотря на его появление, фирма по-прежнему предлагала и предыдущую модель  5CV, ведущую свою родословную от бестселлера начала 1920-х годов Quadrilette. Удалось добиться успеха и машине "type 190": она производилась до 1931 года, хотя уже в 1929 году началось производство её преемника — Peugeot 201. За годы выпуска было выпущено более 33000 автомобилей этого типа, включая 513 экземпляров отличающейся мелкими деталями версии 190 Z.
От своих предшественников он унаследовал двигатель семейства NE (несколько его модификаций уже устанавливались на машинах фирмы с 1920 года) и деревянную раму из ясеня или бука. Каркас кузова некоторых машин обтягивался искусственной кожей по методу Шарля Вейманна для снижения уровня шума. Тормоза теперь устанавливались уже на все колёса.
Автомобиль предлагался с кузовами "coach" (двухдверный седан), торпедо (c 1930 года) и "кабриолет" (фактически — двухместный родстер со съёмным верхом и откидным «тёщиным местом»), а также как коммерческий фургон.

## Новая номенклатура
Type 190 стал последним автомобилем, именовавшимся по порядковому номеру модели. Однако, широкой публике он и его предшественники были более известны под рекламным названием "La 5CV Peugeot" — 5-сильный Пежо (аббревиатура CV в данном случае означает не лошадиные силы, а вычисляемую по особой формуле налоговая мощность).
Последующие модели компании, вплоть до 2012 года, обозначались трёхзначным номером (с непременным нулём в середине); первая цифра которого означала класс автомобиля, а последняя указывала на поколение. Первой машиной, получившей новую нумерацию, стала Peugeot 201.

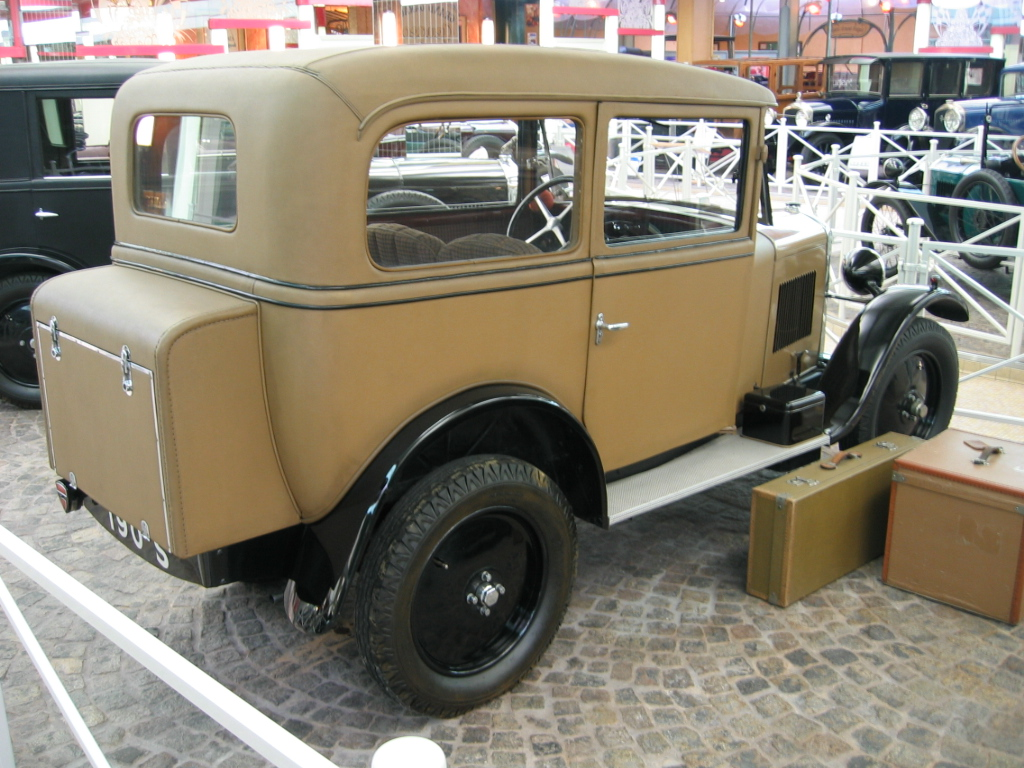
седан, вид сзади
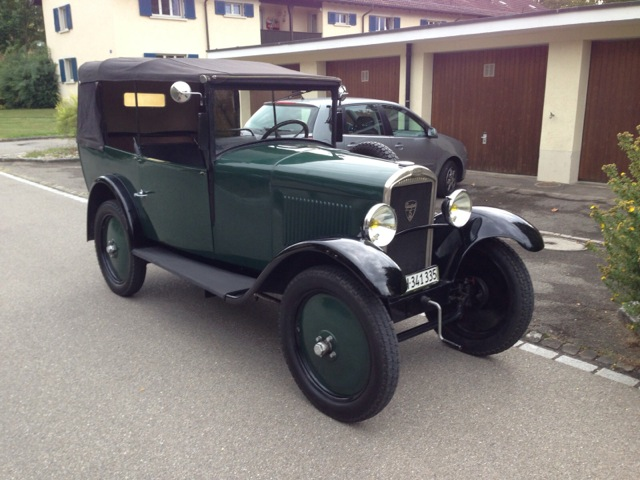
модель с кузовом торпедо
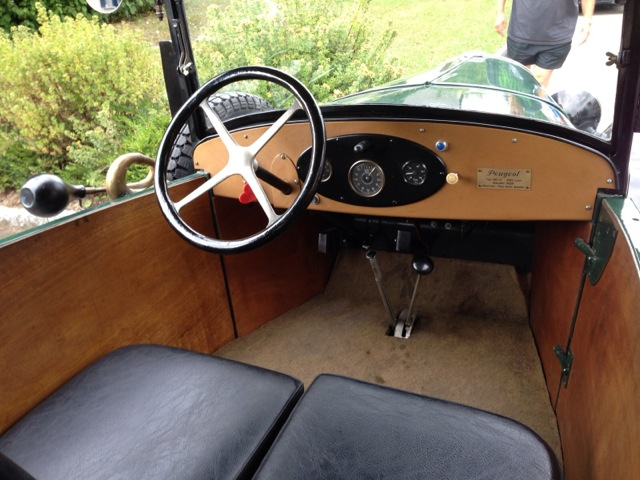
интерьер

### Видео
- Запуск двигателя на "кабриолете" (родстере) Peugeot 190 S
- 190 S Torpedo